# Řád pravoslavných bojovníků Svatého hrobu
Řád pravoslavných bojovníků Svatého hrobu (anglicky Order of the Orthodox Crusaders of the Holy Sepulchre) je církevní vyznamenání udělované od roku 1925 pravoslavným patriarchou jeruzalémským za zásluhy o patriarchát a za účast na jeho charitativní činnosti. Je udělován ve třech třídách: rytíř, komtur a velkokříž.

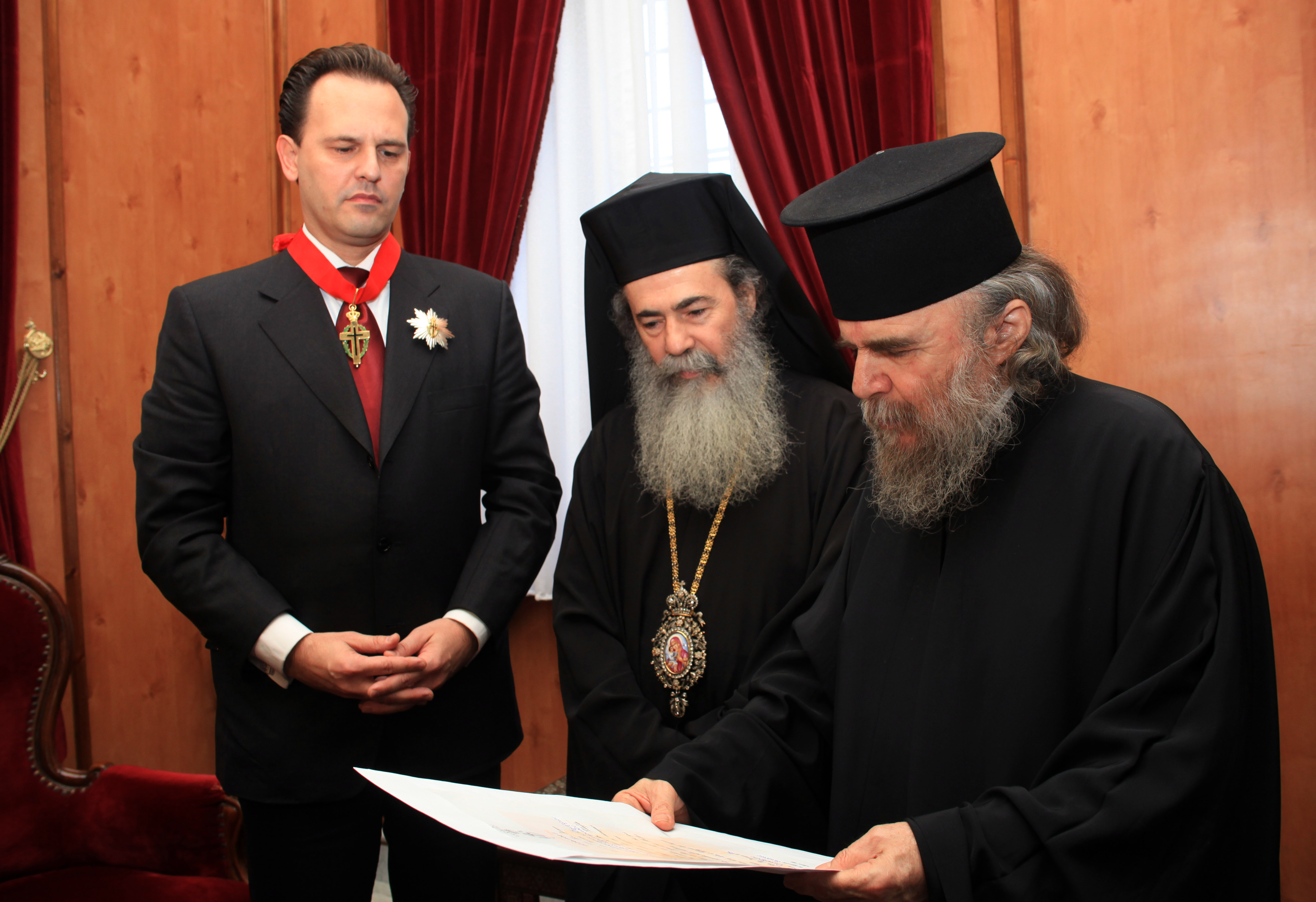
Udělení řádu řeckému ministrovi Dimitrovi Droutsasovi